# Championnat de l'Espírito Santo de football
Le Championnat d'Espírito Santo (en portugais : Campeonato Capixaba) est une compétition brésilienne de football se tenant dans l'État d'Espírito Santo. Créé en 1917, le championnat ne regroupait à l'origine que des équipes de la ville de Vitória, il fut élargis à l'ensemble de l'État d'Espírito Santo et renommé en 1930. C'est aujourd'hui l'un des 27 championnats des États brésiliens ; il est organisé par la Fédération d'Espírito Santo de football.

## Organisation
Les équipes sont réparties en deux groupes de cinq.
- Première phase :
  - Chaque équipe affronte une fois les autres équipes du groupe.
  - Série éliminatoire en matchs aller-retours entre les premiers des deux groupes.

- Deuxième phase :
  - Chaque équipe affronte une fois les autres équipes du groupe.
  - Série éliminatoire en matchs aller-retours entre les premiers des deux groupes.

- Troisième phase (si nécessaire) :
  - Série éliminatoire en matchs aller-retours entre les vainqueurs des deux phases précédentes.

Si une équipe remporte les deux premières phases, elle est sacrée championne. Si non, la troisième phase permet de désigner le champion. Les deux équipes les plus mal placées sont reléguées en deuxième division. Comme pour les autres championnats d'État brésilien, les règles sont susceptibles d'être modifiées à chaque début de saison.

## Clubs de l'édition 2007
Première division :
- CTE Colatina FC
- CA Colatinense
- Estrela do Norte FC
- Jaguaré EC
- Linhares FC
- Pinheiros FC
- Rio Branco AC
- SD Serra FC
- Vilavelhense FC
- Vitória FC